# Georgië op het Junior Eurovisiesongfestival 2014
Georgië nam deel aan het Junior Eurovisiesongfestival 2014 in Marsa, Malta. GPB is verantwoordelijk voor de Georgische bijdrage voor de editie van 2014.

## Selectieprocedure
Georgië heeft besloten Lizi Pop te sturen naar Malta. Na vele audities werd Lizi Pop gekozen om Georgië te vertegenwoordigen in Malta. Hun artiest werd gekozen via audities. Het lied dat ze zullen afvaardigen is Happy day.

## In Marsa
Er moet nog geloot worden voor de startvolgorde van het Junior Eurovisiesongfestival 2014.
2007 · 2008 · 2009 · 2010 · 2011 · 2012 · 2013 · 2014 · 2015 · 2016 · 2017 · 2018 · 2019 · 2020 · 2021 · 2022 · 2023 · 2024
Armenië · Bulgarije · Cyprus · Georgië · Italië · Kroatië · Malta · Montenegro · Nederland · Oekraïne · Rusland · San Marino · Servië · Slovenië · Wit-Rusland · Zweden